# Simon and Garfunkel

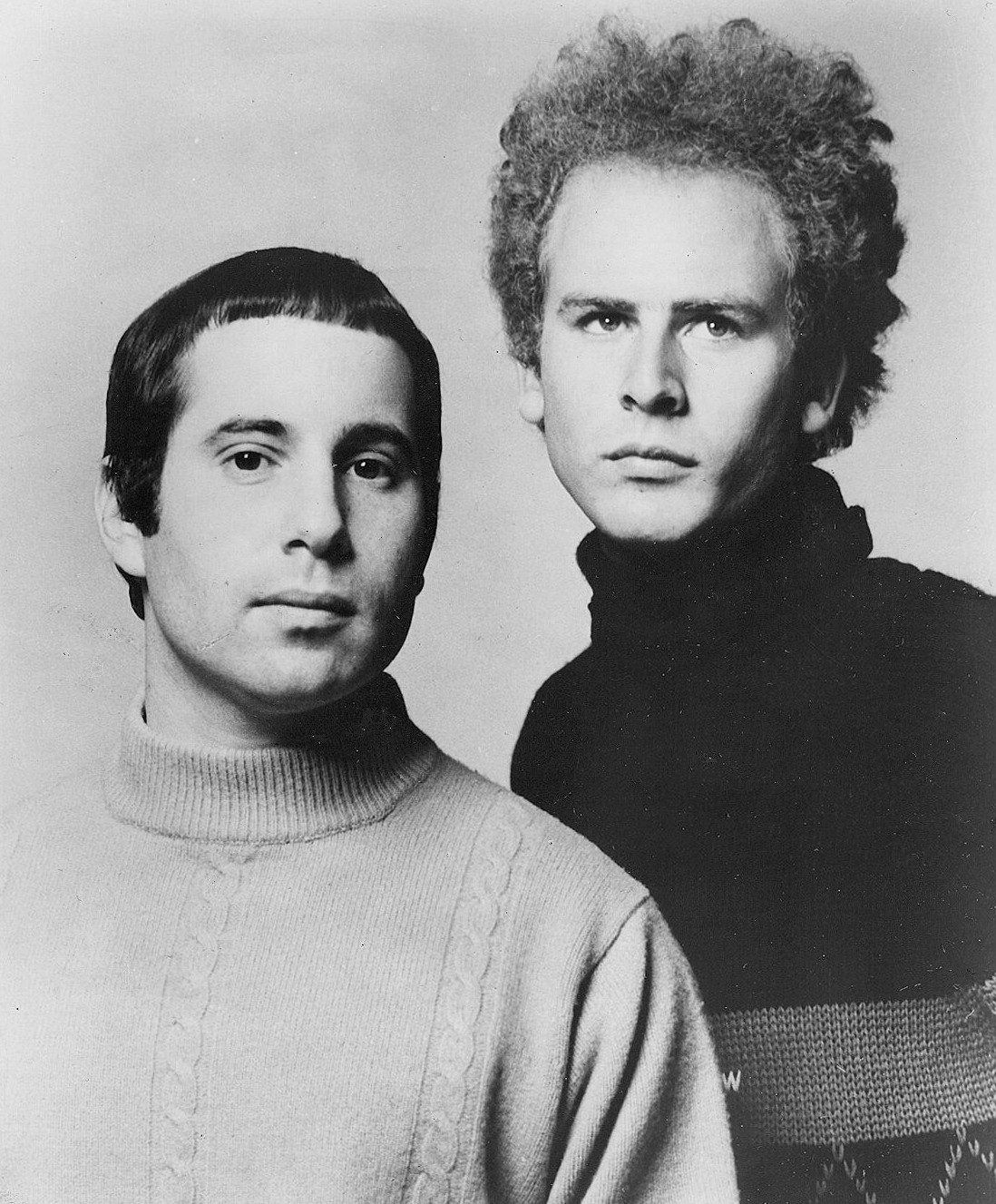
A Simon and Garfunkel duó (1968)

A Simon and Garfunkel (Simon & Garfunkel) amerikai vokális duó, Paul Simon és Art Garfunkel alapításával.
1953-ban általános iskolában találkoztak, egy Alice Csodaországban előadáson, ahol Simon a Fehér nyúl, Garfunkel a Macska szerepét játszotta.
Alakítottak egy duót, Tom és Jerry néven, amellyel az első kisebb sikerük a Hey Schoolgirl című dal lett. Simon and Garfunkel néven a Diploma előtt (The Graduate) című film zenéjével kerültek be a köztudatba.
Az 1960-as évek népszerű zenészei és énekesei voltak. Legismertebb dalaik a The Sound of Silence, a Mrs. Robinson, a The Boxer, a Cecilia, az El Condor Pasa (If I Could), és a Bridge over Troubled Water. Többször kaptak Grammy-díjat, és a Rock and Roll Hall of Fame-be is beiktatták őket.
Szétválásuk óta több nagyobb koncertre összeálltak, például az 1981-es The Concert in Central Parkra, amely több mint 500 ezer nézőt vonzott.

## Stúdióalbumok
- 1964: Wednesday Morning, 3 A.M.
- 1966: Sounds of Silence
- 1966: Parsley, Sage, Rosemary and Thyme
- 1967: The Graduate
- 1968: Bookends
- 1970: Bridge over Troubled Water
- 1972: Simon and Garfunkel's Greatest Hits
- 1982: The Concert in Central Park
- 1997: Old Friends
- 1999: The Best of Simon and Garfunkel
- 2001: The Columbia Studio Recordings (1964-1970)
- 2002: Live from New York City, 1967
- 2003: The Essential Simon and Garfunkel
- 2004: Old Friends: Live on Stage
- 2008: Live 1969

## A szépirodalomban
Bertha Bulcsu A kenguru című regényének főhőse, Varjú a történet elején a Cecilia című számot hallgatja, de a narrátor megjegyzi, hogy „estefelé az El Condor Pasa jobban ment a hangulatához”.

## Külső hivatkozások
- A Simon & Garfunkel a MusicBrainz oldalain
- Simon and Garfunkel  a  Last.fm-en